# 洛胡蘇

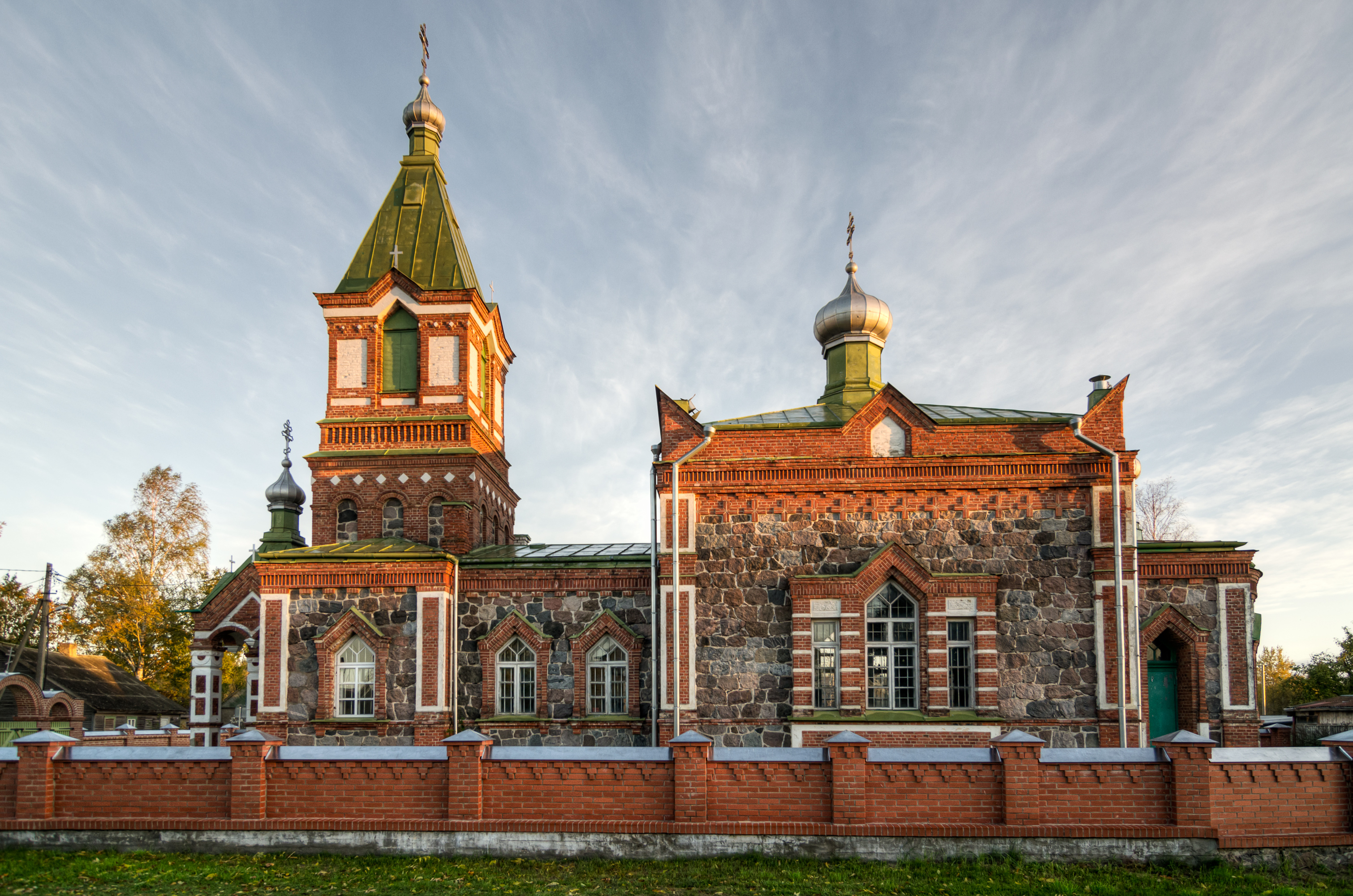
洛胡蘇东正教堂

洛胡蘇，是愛沙尼亞約格瓦縣穆斯特韦市镇内的小鎮，位於該國東北部，處於阿維河口附近，2011年該小鎮人口317，45%人口是愛沙尼亞人。
2017年爱沙尼亚行政改革前，洛胡蘇为東維魯縣原洛胡蘇市镇的行政中心。改革后，洛胡蘇市镇跟其他市镇合并至穆斯特韦市镇，并隶属約格瓦縣。